# Edificio Huntington
Edificio Huntington (en inglés: Huntington Building) es un edificio histórico ubicado en Miami, Florida.  Edificio Huntington se encuentra inscrito  en el Registro Nacional de Lugares Históricos desde el 4 de enero de 1989. Forma parte del Downtown Miami MRA. 

## Ubicación
El Edificio Huntington se encuentra dentro del condado de Miami-Dade en las coordenadas 25°46′28″N 80°11′27″O / 25.774444, -80.190833.